# Кутузов Роман Володимирович
Роман Володимирович Кутузов (рос. Роман Владимирович Кутузов; 16 лютого 1969, Владимир, РРФСР — 5 червня 2022, Миколаївка, Україна) — російський воєначальник, генерал-лейтенант ЗС РФ (посмертно). Герой Російської Федерації.

## Життєпис
Навчався у володимирських школах № 17, № 23 та № 9. В 1986/90 роках навчався в Рязанському вищому військовому командному училищі зв'язку, після закінчення якого служив у Повітряно-десантних військах, пройшов шлях від командира взводу до заступника начальника мобільного вузла зв'язку із озброєння окремої бригади зв'язку ПДВ. В 1999 році закінчив Військову академію зв'язку імені С. М. Будьонного. В 2002/08 роках — командир 38-го окремого полку зв'язку ПДВ РФ (в/ч 54164), служив помічником командувача ПДВ по роботі з особовим складом і начальником відділу по роботі з особовим складом ПДВ. З жовтня 2017 по серпень 2018 року виконував обов'язки командувача 5-ю, в 2019 році — 29-ї загальновійськової армії. В 2015 році закінчив Військову академію Генштабу ЗС РФ. В 2019/20 роках — начальник штабу 29-ї загальновійськової армії Східного військового округу ЗС РФ. В 2020 році керував військовим парадом в Читі на честь перемоги СРСР у Другій світовій війні. На початку 2022 року був начальником штабу і заступником командувача 8-ї загальновійськової армії.
В 2022 році під час повномасштабного російського вторгнення в Україну командував 1-м армійським корпусом окупаційних військ у Донецьку. Загинув у бою. 7 червня 2022 року похований на Федеральному військовому меморіалі «Пантеон захисників Вітчизни» Митищинського міського округу. Кутузов став четвертим російським генералом, загибель якого під час війни в Україні було офіційно визнано російськими ЗМІ.

## Нагороди
- Звання «Герой Російської Федерації» (посмертно)
- Орден Кутузова
- Орден Мужності
- Орден «За військові заслуги»
- Орден Пошани
- Медаль «За відвагу»
- Медаль Жукова
- Відомчі відзнаки МО РФ

## Вшанування пам'яті

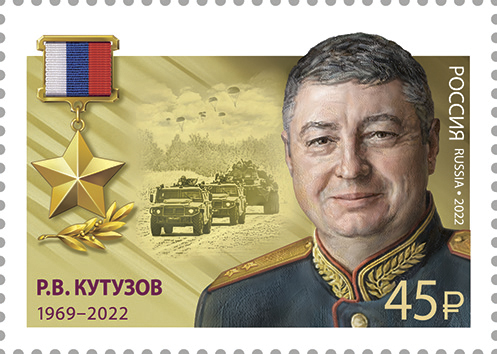
Марка із зображенням Кутузова.

- Ім'я Кутузова присвоєне Владимирській середній загальноосвітній школі № 9.
- 27 липня 2022 року вулиця Паризької Комуни у Владимирі була перейменована на вулицю Героя Росії Кутузова.
- В грудні 2022 року була випущена поштова марка із зображенням Кутузова.